# 웨스트사이드 (드라마)
《웨스트사이드》(영어: Westside)는 2015년 5월 31일부터 방영되고 있는 뉴질랜드의 드라마이다.